# Hoți de copii
Hoți de copii (titlul original: în engleză The Kidnappers) este un film dramatic englez, realizat în 1953 de regizorul Philip Leacock, nuvela Scotch Settlement de Neil Paterson, protagoniști fiind actorii Duncan Macrae, Jean Anderson, Adrienne Corri și Theodore Bikel.

## Rezumat
După ce tatăl lor a murit în războiul burilor și mama lor a murit la scurt timp după aceea, Harry MacKenzie, în vârstă de opt ani, și fratele său, Davy, în vârstă de cinci ani, au venit în 1904 la Nova Scoția în Canada. Trebuie să locuiască la ferma îndepărtată a bunicului lor Jim MacKenzie, a soției sale și a fiicei lor Kirsty. În călătorie, cei doi îl cunosc pe doctorul Willem Bloem, un imigrant olandez cunoscut al bunicul lor, care le spune că pot să fie bucuroși să-și cunoască mătușa Kirsty. Cei doi trebuie să parcurgă ultima parte a drumului, însoțiți de bunicul lor foarte religios, care este amărât de moartea fiului său. Ei află că la ferma săracă nu sunt câini, pe care cei doi așteptau cu multă nerăbdare să îi vadă, și nici cai, nici vaci, doar capre și găini. Mai mult, de îndată ce ei pleacă la drum, bunicul își scoate pantofii și continuă să meargă desculț. Fiul său i-a dat acești pantofi cu puțin timp înainte de a pleca în război, deși nu și-a putut permite de fapt. Din păcate MacKenzie are o dispută cu Jan Hooft pentru un deal, care-l deține fermierul vecin care și el a emigrat din Olanda. Acum a fost clarificat din punct de vedere legal că dealul aparține lui Hooft, dar MacKenzie nu vrea să lase dealul unui „bur”, așa cum îi spune el.
În prima zi de școală, Harry se luptă cu Jan, fiul lui Hooft. A moștenit ura față de „buri” de la bunicul său și nu vrea să dea mâna cu celălalt băiat nici atunci când profesorul sever îi ordonă. În ciuda programului școlar și a ajutorului pe care îl au de făcut la fermă, Harry și Davy au timp suficient pentru a explora zona înconjurătoare. Într-o zi, îl văd pe Bloom pescuind în râu. Harry aruncă cu pietre în râu dintr-o ascunzătoare chiar în fața lui Bloom. Când Davy încearcă să arunce o piatră, el cade în râu și se rănește. Bloom pansează rana și îl duce pe Davy la fermă. Câteva zile mai târziu, Kirsty îi duce pe băieți la Bloom pentru un control de ulterior. Harry refuză și rămâne în urmă pe potecă. Rana s-a vindecat bine, așa că Davy se poate juca cu câinele lui Bloom, iar Kirsty și Bloom au ocazia să vorbească. Între timp, Harry l-a văzut pe fiul lui Hooft pe deal și îl atacă. Bunicul său, vede de la distanță mișcare pe dealul său și trage spre ei. Deși nu-i atinge, împușcatura îi dezmeticește pe Harry și Jan Jr. bine de tot încât încep să se înțeleagă.
Într-o zi, Harry găsește în pădure un copil sugaci. Îl ia cu el pentru a înlocui câinele pe care bunicul lor l-a refuzat. Împreună cu Davy are grijă de bebeluș, atât de mult încât nu mai are timp de școală, ceea ce foarte repede iese la iveală. Din moment ce nu vrea să-i spună bunicului său de ce a lipsit de la școală, este închis de acesta într-un șopron. De acolo vrea să-l convingă pe fratele său Davy, să aibă el grijă de copil. Când copilul începe să țipe, Davy îl duce pe bunicul acolo la cererea lui Harry. El ia în tăcere copilul și îl aduce la Hoofts pentru că a aflat de la un grup de cercetași că fiica lor mică a dispărut. În aceeași seară, un grup călare vine la fermă și îl arestează pe Harry ca răpitor de copii.
La proces, judecătorul satului vorbește despre trimiterea lui Harry la o „școală de corecție”, o școală specială pentru copiii care au devenit criminali. Când Jan Hooft îl susține pe Harry, judecătorul adaugă că ar trebui să afle despre următoarea școală de acest fel, astfel încât Harry să poată fi trimis acolo dacă face din nou așa ceva. După această achitare, MacKenzie merge cu Harry la Hooft, unde Harry își cere scuze. Hooft se simte vinovat pentru că și-a lăsat fiica mai mare singură cu copilul, dar și MacKenzie se consideră parțial vinovat. El îl trimite pe Harry acasă. Ajunge și el mai târziu acasă, pentru că pe drum și-a vândut pantofii. El va folosi banii luați pe ei pentru a cumpăra un câine pentru cei doi nepoți.

## Distribuție
- Duncan Macrae – Jim MacKenzie
- Jean Anderson – Grandma MacKenzie
- Adrienne Corri – Kirsty
- Theodore Bikel – dr. Willem Bloem
- Jon Whiteley – Harry, nepotul lui Jim
- Vincent Winter – Davy, alt nepot
- Francis de Wolff – Jan Hooft Sr.
- James Sutherland – Arron McNab
- John Rae – Andrew McCleod
- Jack Stewart – Dominie
- Jameson Clark – Tom Cameron
- Eric Woodburn – Sam Howie
- Christopher Beeny – Jan Hooft Jr.
- Howard Connell – Archibald Jenkins

## Premii și nominalizări
- BAFTA 1954
  - Premiul BAFTA pentru cel mai bun film
- Festivalul de Film de la Cannes 1954
  - Selecția oficială pentru concurs[2]